# Anésio Argenton
Anésio Argenton (Boa Esperança do Sul, 14 de março de 1931 — Araraquara, 3 de outubro de 2011) foi um ciclista brasileiro.
Foi tetracampeão brasileiro, bicampeão-sul-americano e o único ciclista brasileiro que conquistou uma medalha de ouro nos Jogos Pan-Americanos, em Chicago (1959). Nos Jogos Pan-Americanos de São Paulo, em 1963, ficou com o bronze.
Desde a infância envolveu-se com a bicicleta, quando começou a fazer entregas para um armazém. Começou a treinar em estradas, que não eram asfaltadas, para ir as Olimpíadas, mas sem recursos e sem conhecer nada e sem técnico.
Em Melbourne, 1956, Argenton obteve a nona colocação na prova de velocidade e em Roma, 1960, ficou em quinto (recorde brasileiro que durou 20 anos) e em sexto lugar, respectivamente nas provas de velocidade e de 1.000 metros contra o relógio. Afastou-se do ciclismo em 1967, quando correu seu último Pan-Americano em Winnipeg, no Canadá.
Faleceu em decorrência de uma hemorragia interna provocada por um câncer de intestino, no Hospital São Paulo, em Araraquara.

## Destaques
- 9º lugar na prova de velocidade nos Jogos Olímpicos de Melbourne (Austrália – 1956)
- Ouro na prova do quilômetro contra o relógio nos Jogos Pan-Americanos de Chicago (Estados Unidos - 1959)
- 5º lugar na prova de velocidade nos Jogos Olímpicos de Roma (Itália – 1960)
- 6º lugar na prova de 1.000 metros contra o relógio nos Jogos Olímpicos de Roma (Itália – 1960)
- Bronze na prova do quilômetro contra o relógio nos Jogos Pan-Americanos de São Paulo (Brasil - 1963)